# David de la Hera Baños
David de la Hera (Barakaldo, Biscaia, 6 d'octubre de 1966) és un exfutbolista i entrenador basc.

## Trajectòria
Després de passar per equips menors, la temporada 91/92 fitxa pel Benidorm CD, i a la campanya següent marxa a la UE Lleida, en Segona Divisió. En la 92/93, els lleidatans aconsegueixen l'ascens a primera divisió. David qualla una gran temporada amb 34 partits i 2 gols.
En l'única temporada de David a la màxima categoria, la 93/94, el seu equip és penúltim i descendeix. El defensa basc juga 25 partits. A l'any següent, de nou a la categoria d'argent, disputa 29 partits i marca un gol.
Fitxa per l'Hèrcules CF a l'estiu de 1995. Amb els alacantins guanya la Segona Divisió i aconsegueix l'ascens, mentre que a títol personal compleix amb 34 partits i 2 gols, però no té continuïtat i marxa a l'Albacete Balompié, on perd la titularitat.
El 1997 fitxa per l'Elx CF, on juga 32 partits i marca un gol. El seu equip baixa a Segona B. David acompanya a l'equip il·licità un any en aquesta divisió abans de penjar les botes.

### Com a entrenador
En l'apartat tècnic ha dirigit a l'Hèrcules CF B (01/02), al Torrellano (02/03) i a l'Alacant CF (02/03).